# モコシ

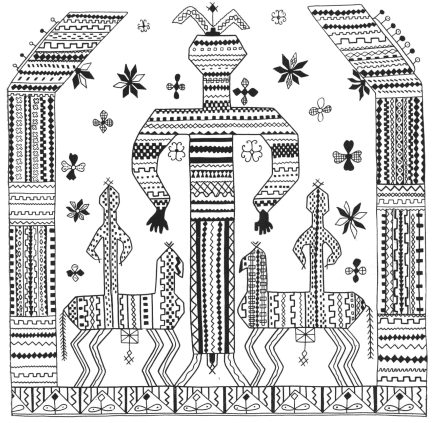
モコシ

モコシ（モーコシ、モコシュとも。ウクライナ語: Мокош, Макош、ロシア語: Мокошь、ポーランド語: Mokosz、ラテン表記:Mokosh'）は、スラヴ神話の女神である。湿潤を司るとされ、その名はロシア語の「湿った」「濡れる」を意味する単語に由来する。湿潤が肥沃さに関連づけられることから豊穣神ともされている。

## 解説
ウラジーミル1世が造らせキエフの丘に祀らせた6体の神像のうちの1体で、唯一の女神である。ウラジーミル1世はキリスト教導入以前の宗教政策の一つとして、諸地方の神々をキエフに持ち込んでおり、モコシはフィンランドなどから入ってきてヴォルガ川流域に住んでいたフィン・ウゴル系の人々の女神という説もある。
また、スラヴの各地方で信仰されていた大地を神格化した女神「母なる湿れる大地」との関連があるとする説がある。これによると、モコシという名前の語源がロシア語で「湿った」を意味する単語と共通であり豊潤な大地を彷彿させることから、本来モコシはスラヴ神話における大母神だったという。その神像は大きな頭を持ち、細長い腕を天に向けたような姿をしていたとされ、これは天と大地の仲介者として雨を降らせて田畑を潤したり、家畜の多産をもたらしたことを表している。
モコシがどのように崇拝されていたかは不明である。糸紡ぎなど、女性の仕事を司るとも考えられている。

## キリスト教化後
キリスト教が布教されるとモコシは聖人・パラスケーヴァ・ピャートニツァ　(en) と同一視された。その結果、パラスケーヴァ・ピャートニツァは結婚や出産・家事などの女性生活や、大地の恵みと繁栄を司るという異教的な特徴を持つこととなった。
金曜日はモコシの日とされ、糸紡ぎの仕事も水仕事もしてはならないとされた。